# Móricz Zsigmond körtér
A Móricz Zsigmond körtér (1929–1945 között Horthy Miklós körtér) Budapest XI. kerületében, Szentimreváros és Lágymányos városrészek találkozásánál található.  Névadója Móricz Zsigmond író. Fontos közlekedési csomópont.

## Határai
- Bartók Béla út 49.
- Himfy utca 12.
- Villányi út 1. és 2.
- Bartók Béla út 51. és 58.
- Fehérvári út 1. és 2.,
- Váli utca
- Karinthy Frigyes út 1. és 2.
- Bartók Béla út 56.

## Történelem
A 20. század elején csak a Fehérvári út és a Budai körút elágazásaként jelölték, egyetlen épülete a Fehérvári Fogadó volt. Kiépítése a Lágymányos fejlődéséhez köthető. A teret 1929-től Horthy Miklós körtérnek nevezték. 1930-ban állították fel a tér közepén Kisfaludi Strobl Zsigmond Szent Imre herceg c. szoborcsoportját. 1945-től viseli a tér Móricz Zsigmond nevét.
A budapesti Móricz Zsigmond körtér az 1956-os forradalom idején a diktatúra és a szovjet megszállás ellen harcoló civil felkelők egyik legfontosabb ellenállási központja volt.
A legnagyobb harcok ebben a fontos csomópontban és környékén egyes források szerint a szovjet hadsereg két bevonulása utáni napokban, október 24. és október 26. közt, illetve november 4-én és november 5-én voltak. A környék azon a felvonulási útvonalon volt, amelyen keresztül a Dunántúli gyülekezési központokból érkező szovjet tankok megközelítették a budapesti Duna-hidakat. Pongrátz Ernő visszaemlékezése szerint egyik testvérével, Bandival a körtérnél már október 24-én hajnalban harcba keveredtek, amikor egy barikáddal, ill. szétlocsolt és meggyújtott benzinnel egy tankoszlopot kényszerítettek visszafordulásra a Fehérvári út bejáratánál.
A körtéri felkelők létszáma Horváth Miklós történész becslése szerint 200 és 300 fő közt ingadozhatott, összetételük más felkelőbázisokhoz hasonlóan állandóan változott, de a téren és környékén kialakultak többé-kevésbé állandó csoportok.
A felkelők kezdetben csak gyalogsági fegyverekkel rendelkeztek és nem csak civilek voltak köztük, hanem magyar katonák is.
Egyik lőszer- és fegyverraktáruk a körtér közepén ma is megtalálható épület, a "gomba" volt.
Van olyan forrás, amely szerint a körtéren lévő Népbüfé tetején géppuskás csoport működött, Albert Aladár parancsnoksága alatt és felkelők harcoltak a Móricz körtér 7., 9–10., illetve a 16-os számú háztömbökben, illetve a Bartók Béla út sarkán lévő OTP fiókban (ez utóbbi legalábbis egy ideig Vida József irányítása alatt). A 7-es számú háztömb felkelőinek parancsnoka Peer László volt.
Október 27-én a felkelőket kiszorították a körtérről, illetve a Szabadság híd környékéről, de később visszatértek.
November 4-étől a felkelők Oláh Jenő (1933–2001) volt hadnagy és Kiss Amadé vezetésével vették fel a harcot a támadó szovjet tankokkal. Bázisuk a 10. számú ház volt és a Népbüfé tetejéről kelepelt a géppuska. A mintegy 80 ellenállóhoz csatlakozott a pápai rohamlöveg-zászlóalj egy egysége, lövegeikkel együtt. November 5-én legalább három harckocsit sebesítettek meg és visszavonulásra késztették a támadókat. Egyes források szerint másnapra bekerítették őket, de van olyan visszaemlékezés, amely szerint a körtériek számára csak 7-én következett el a vég, 6-án még nem tudtak a hátuk mögé kerülni Kelenföld irányából, a vasúti töltésen túlról támadó szovjetek.
Oláh és Kiss távoztak az országból. Egyes források szerint a körtéri ellenállókat a megtorlások során nem érte retorzió, mert nem tudták azonosítani őket.

### Kötöttpályás közlekedés a téren
A téren 1898-ban közlekedett először villamos. Ez a Bartók Béla úton át a Kelenföldi pályaudvarral kötötte össze a körteret. Egy évvel később, 1899-ben megindult a Dél-Budai HÉV a Szent Gellért tértől a Fehérvári úton át, Albertfalva után kétfelé ágazva (Budaörsöt érintve) Törökbálint, valamint Budafokon át Nagytétény felé. 1912-ben építettek hurokvágányt a mai Szent Imre szobor helyén akkoriban található parkocska köré. A mai Villányi úton 1932-ben indult meg a villamos. 1937-ben indult meg a villamos forgalom a Karinthy Frigyes úton. Ezek a vágányok mind össze voltak kötve egymással, a teret körbejáró hurokvágány-rendszeren keresztül. 1942-ben felépítették a jelenleg is látható, mára eredeti formájára felújított gombaépületet. E köré szintén hurokvágány épült, a Szent Gellért térről kiköltöztetett HÉV végállomás számára. 1963-ban a HÉV végállomás forgalmát a 41-es és 43-as villamos páros vette át, amelyeknek 1973-ig volt itt a végállomása. A 41-es 1993-ban visszakapta az Gomba körüli hurokvágányok belső felét. Ezt az 1990-es években le akarták aszfaltozni, végül 2002-ben szüntették meg. 1994-ben megszüntették a vágánykapcsolatot a Bartók Béla út és a Villányi út között. 2000 júniusában felszedték a Karinthy Frigyes út és a Bartók Béla út közötti összekötő vágányokat. A körvasút felüljárója és a Szent Gellért tér között a belső Bartók Béla út a térrel együtt először 2002-ben épült át. 2006. május 20-án megszüntették a 6-os villamos Siroki utcát és Váli utcát bejáró hurokvégállomását. A Karinthy Frigyes úton fejvégállomás épült. (Amit a villamosbarátok tréfából hamar "kígyóveremnek" neveztek el.) 2008-ban az M4-es metróvonal beruházásának részeként új vágánykapcsolatot építettek ki a Villányi út és a Fehérvári út között, keresztezve a Bartók Béla úti vágányokat. A tér alatt futó M4-es metróvonal 2014. márciusa 28. óta közlekedik, amely jelentősen átformálta a felszíni közösségi közlekedést. A korábbi gyakorlattal ellentétben a villamos viszonylatok a felszámolás helyett mindössze átrendeződtek. Csúcsidőszaki sűrű követésük változatlan, a vonalvezetésük igazodik a metróhoz.

## Településmorfológia
A tér a budai villamoshálózat egyik legfontosabb csomópontja, 2014 óta metróállomás.

### Találkozó utak
- Bartók Béla út
- Himfy utca
- Villányi út
- Fehérvári út
- Váli utca
- Karinthy Frigyes út

## Közösségi közlekedés
A körteret az alábbi budapesti járatok érintik:
- Metró:
- Busz:  7, 27, 33, 33A, 58, 114, 213, 214, 240
- Villamos:  6, 17, 19, 41, 47, 48, 49, 56, 56A, 61
- Éjszakai autóbuszjárat:  907, 908, 908A, 918, 940, 941, 960, 972, 972B, 973, 973A

## Galéria

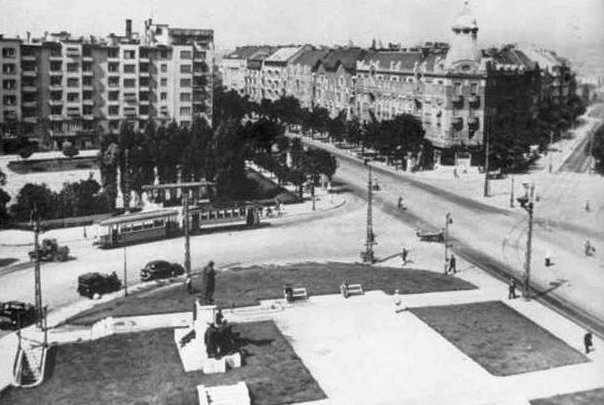
A Horthy Miklós körtér 1940-ben, előtérben a Szent Imre-szobor
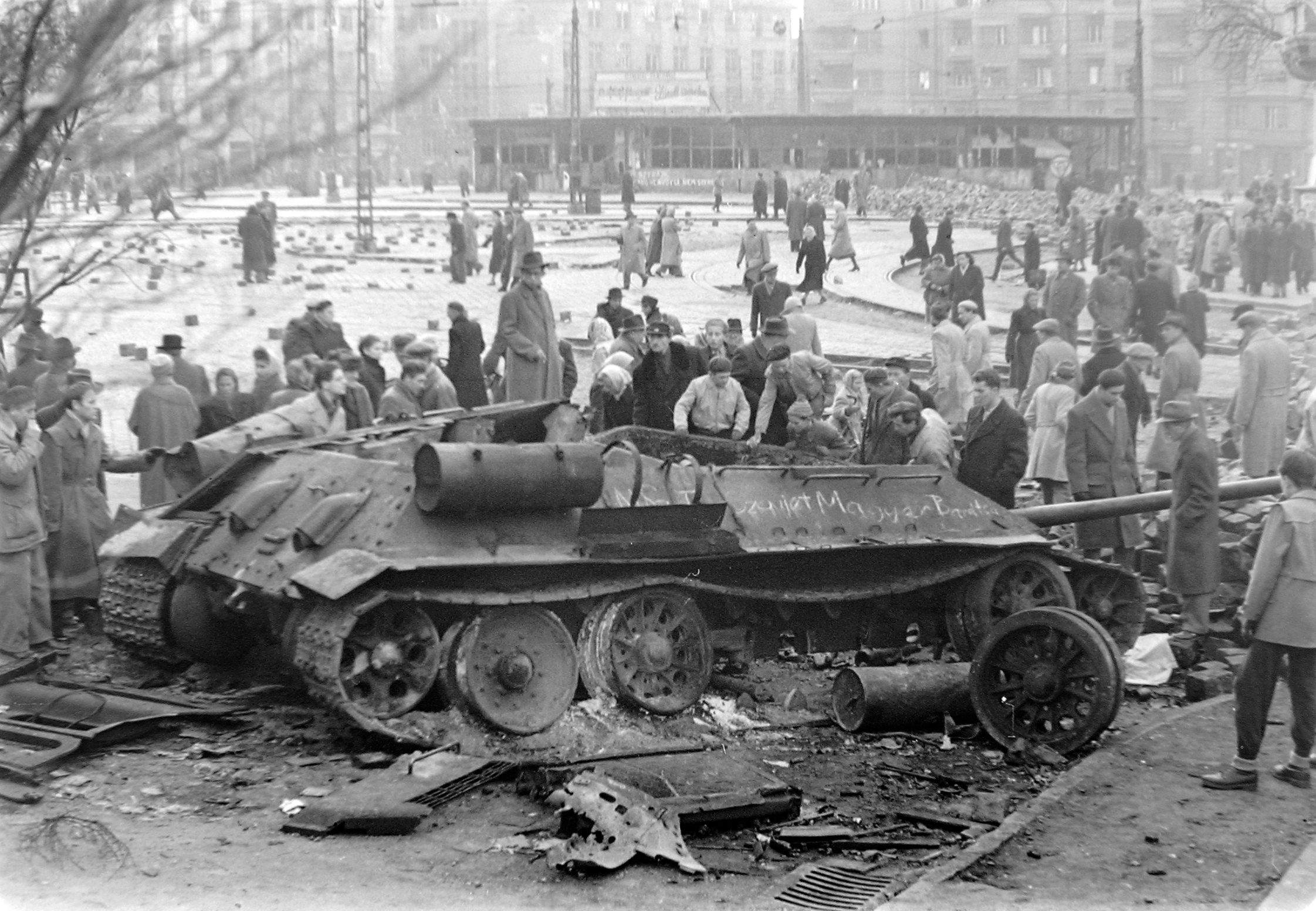
Szétlőtt harckocsi a Móricz Zsigmond körtéren 1956-ban
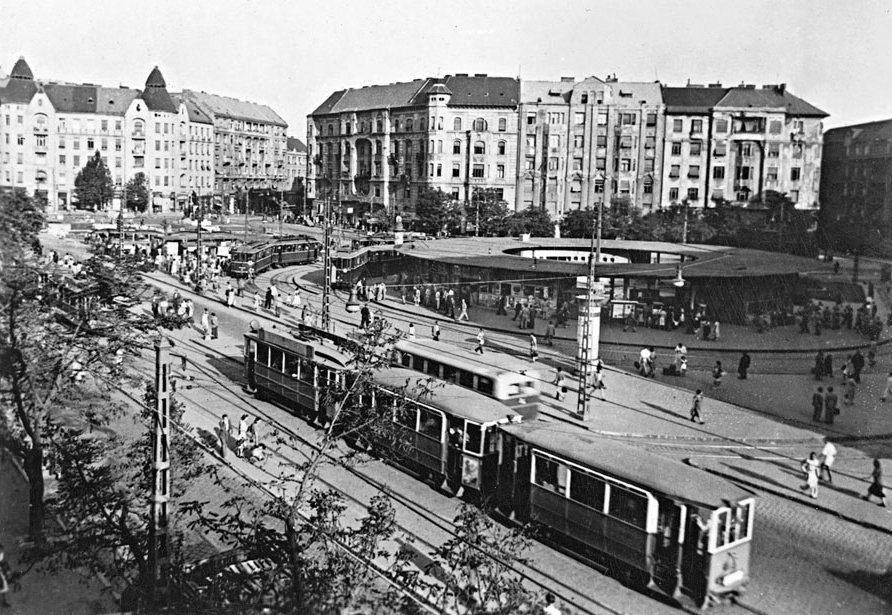
A tér 1950 vége felé. A Gomba körül fordult meg a törökbálinti HÉV
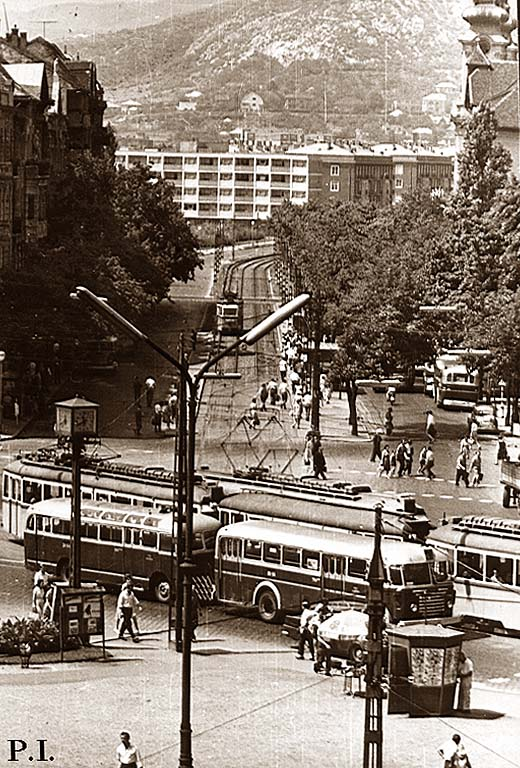
A Villányi út torkolata 1960 körül
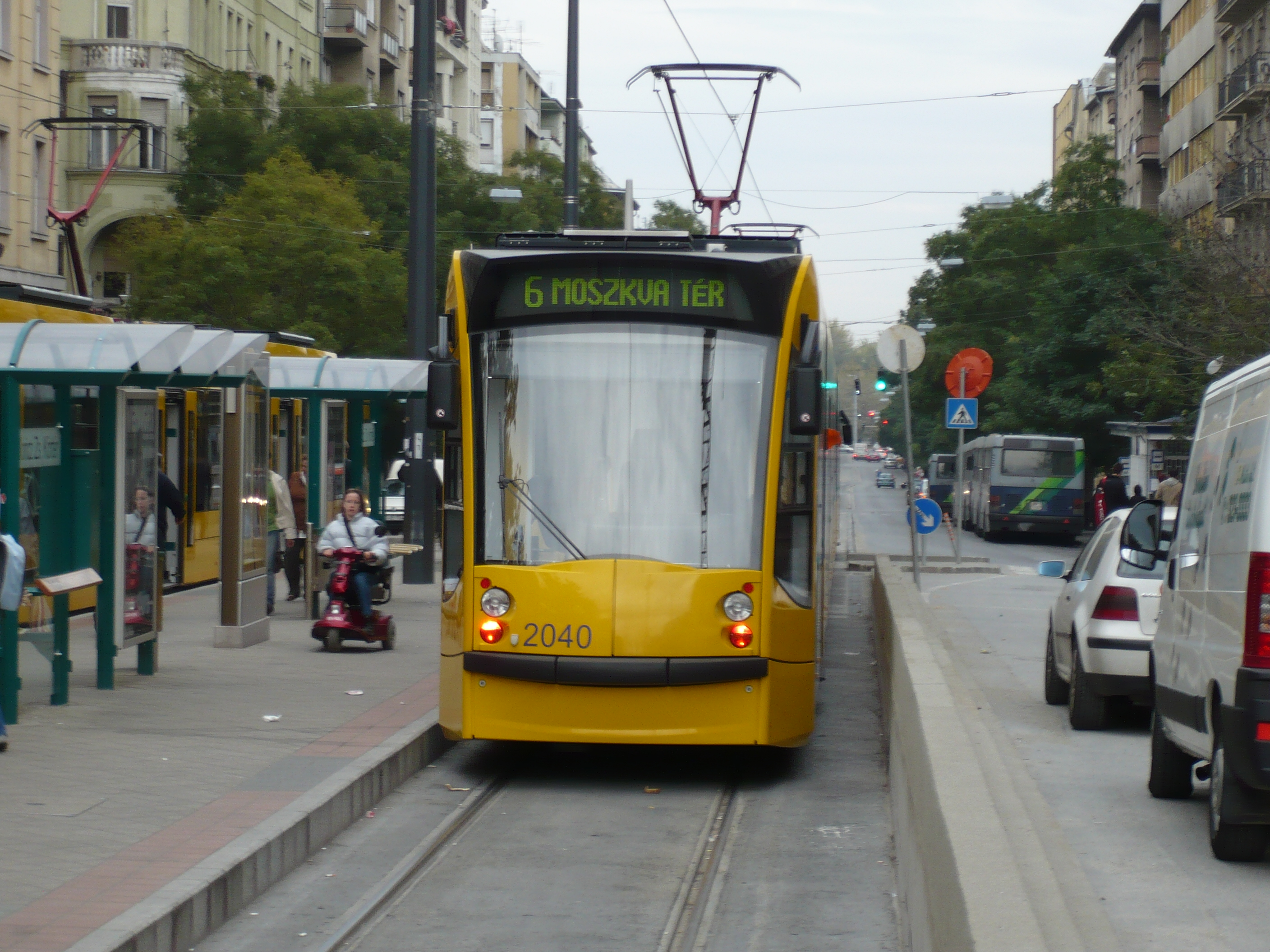
Combino Supra villamos a 6-os villamos végállomásán, a Móricz Zsigmond körtéren 2007-ben
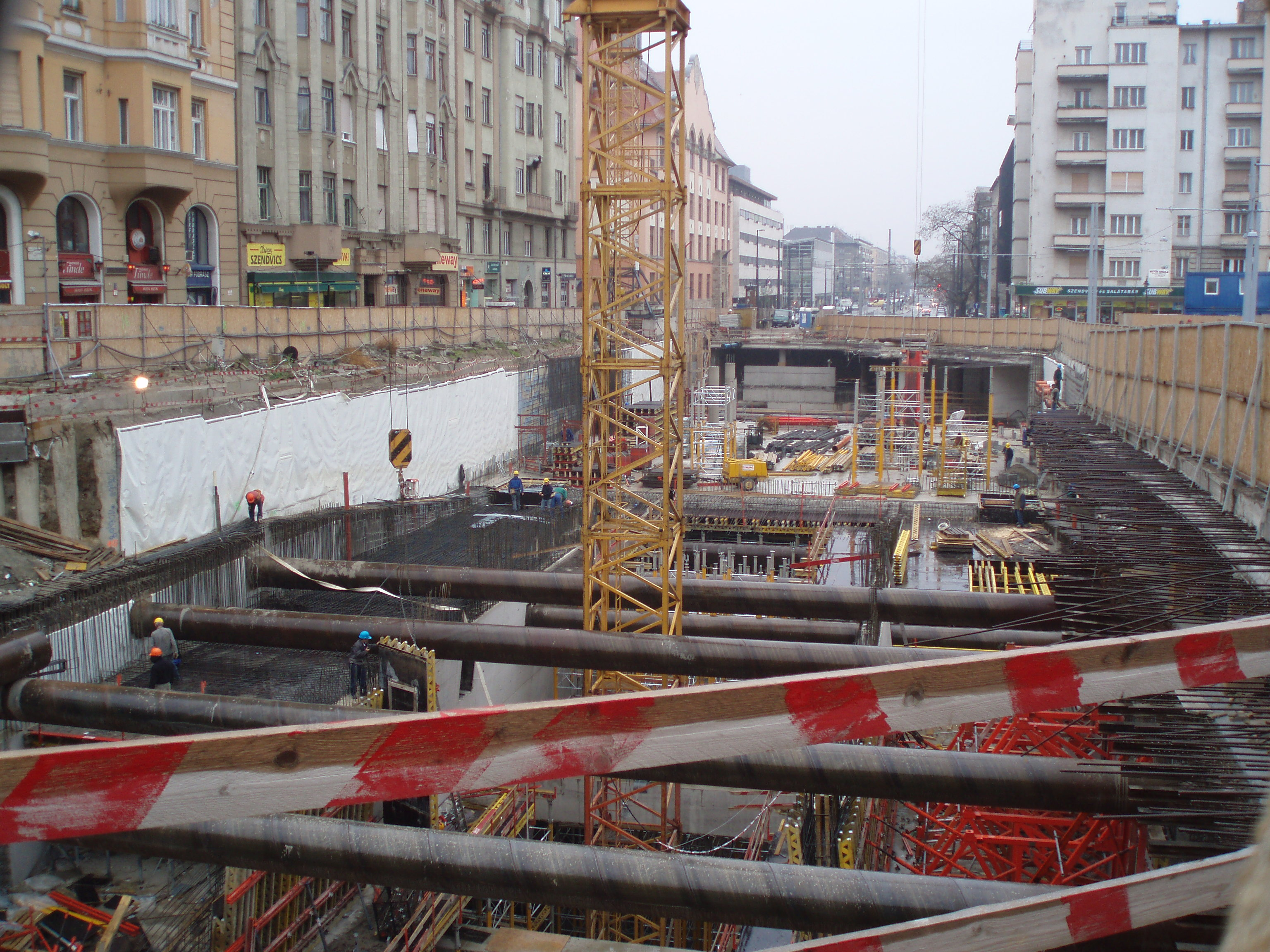
]] Móricz Zsigmond körtéri állomásának építése 2008 áprilisában
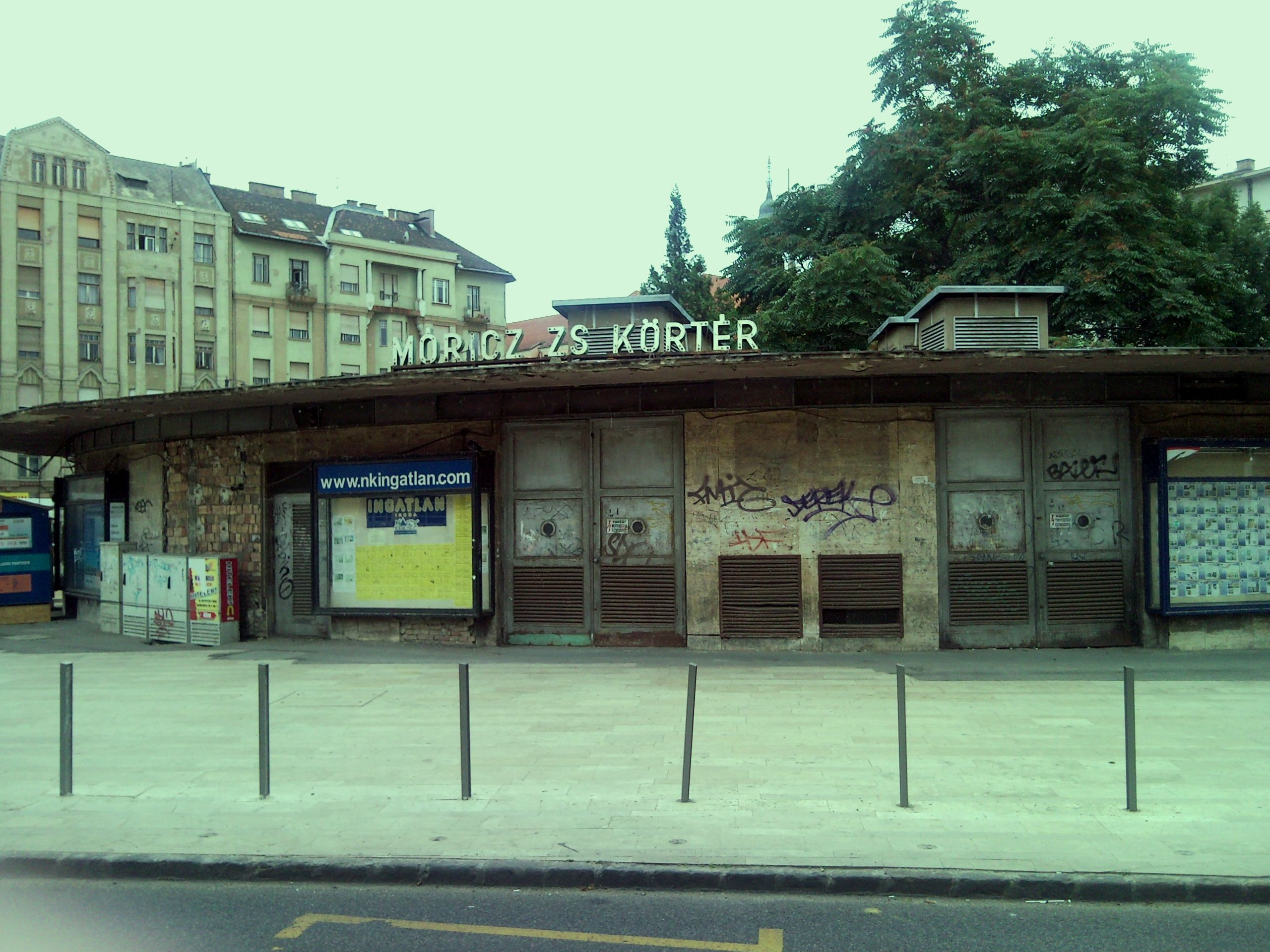
Az 1942-ben épült "Gomba" épülete 2009-ben, a felújítása előtt. (1963-ig a Nagytétényi/Törökbálinti HÉV végállomása volt.)
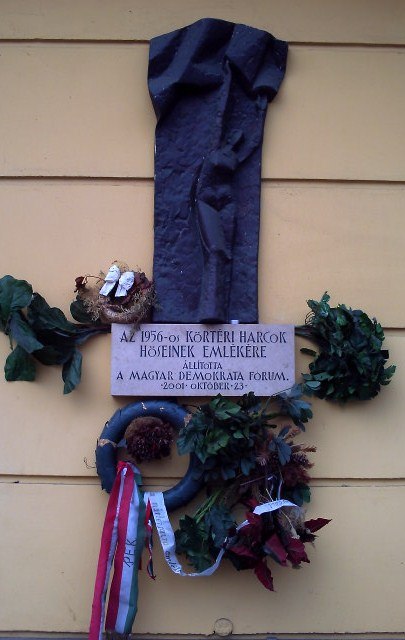
Emléktábla az 1956-os harcok emlékére 2009-ben
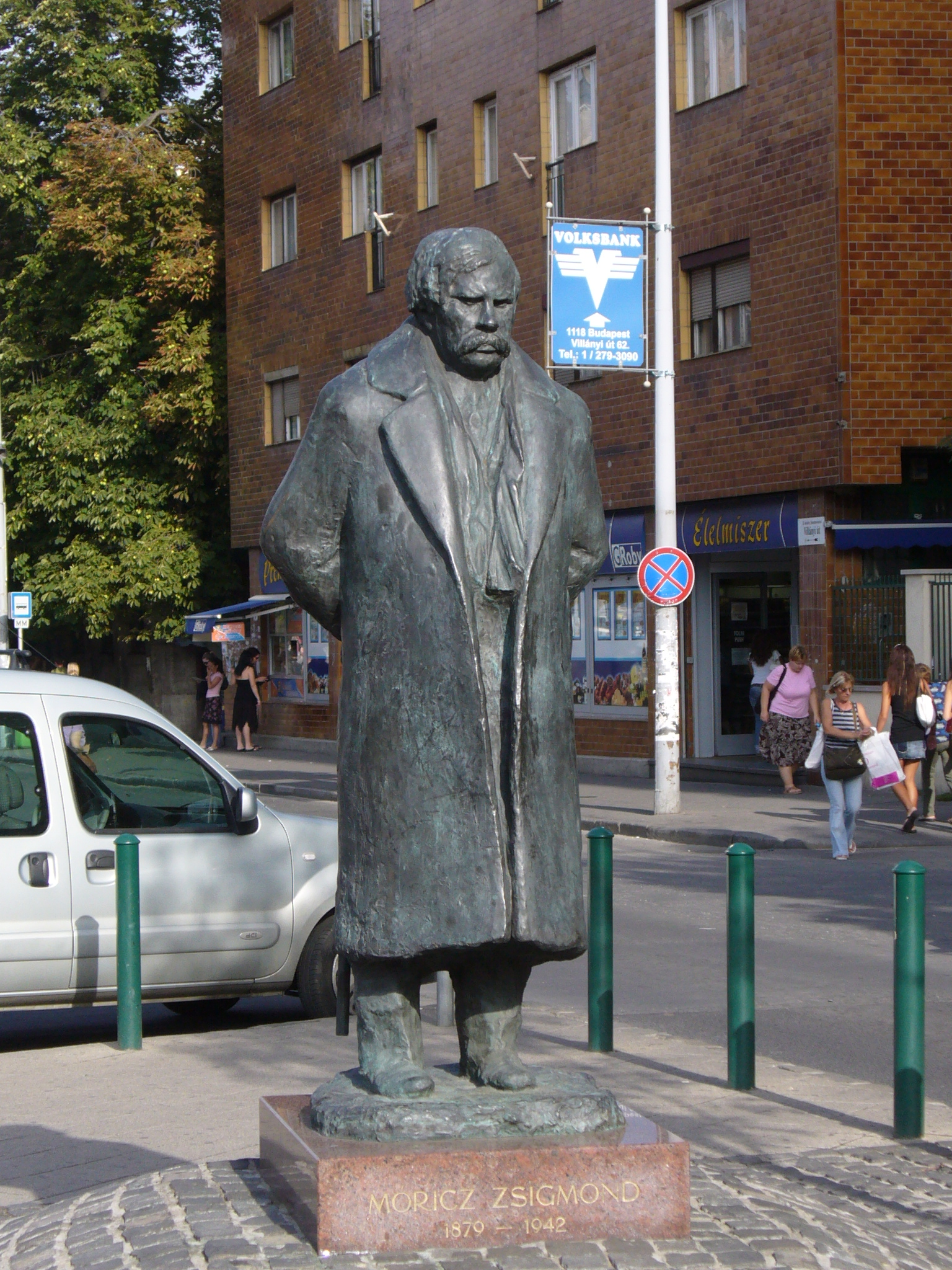
Móricz Zsigmond szobra a róla elnevezett téren 2013-ban. (Varga Imre alkotása.) Azóta az új vágánykapcsolat kiépítése miatt a szobrot áthelyezték.
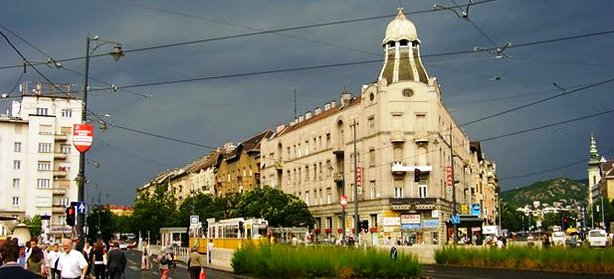
A körtér 2013-ban
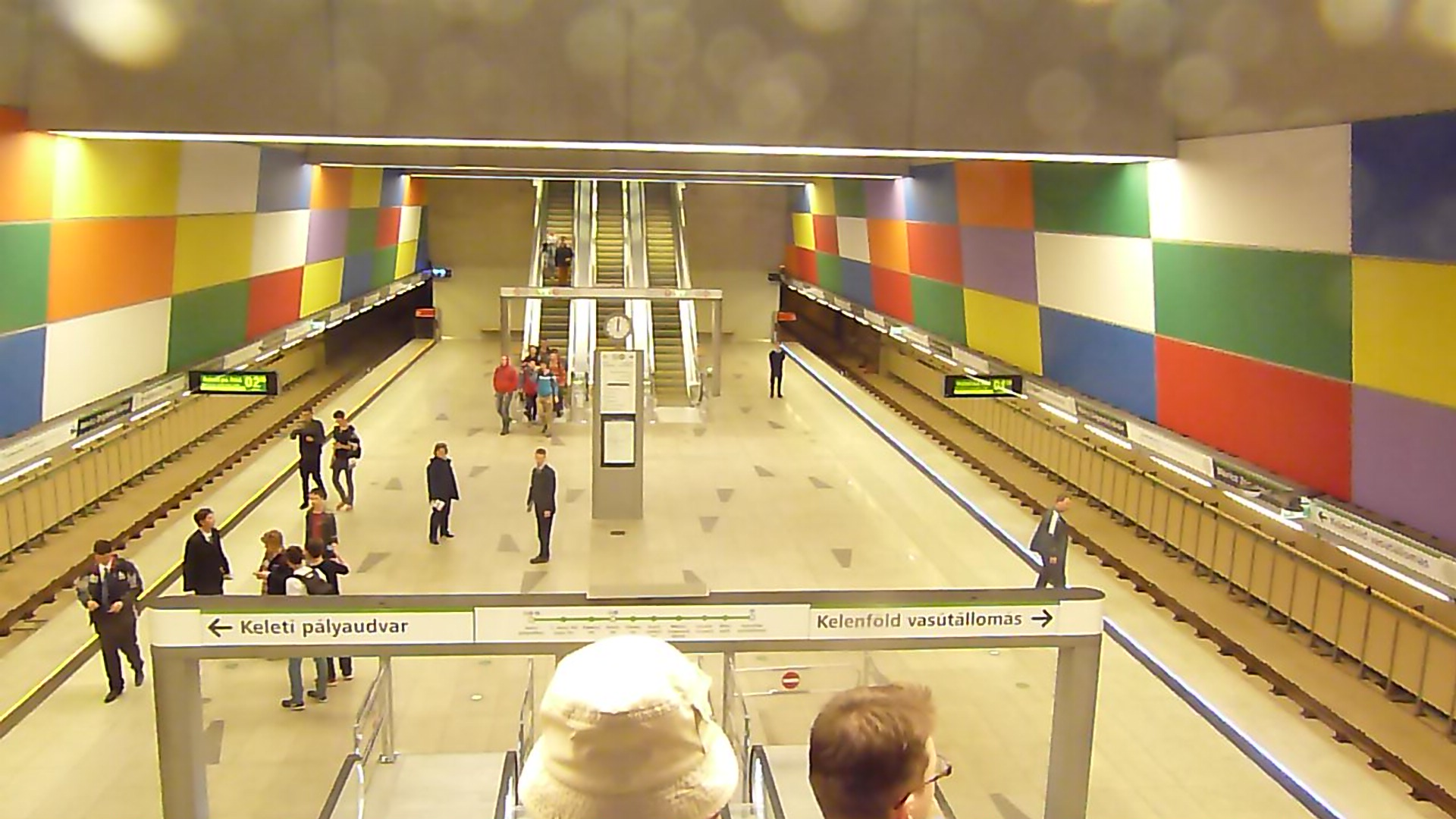
A 4-es metró állomásának átadása 2014. március 28-án
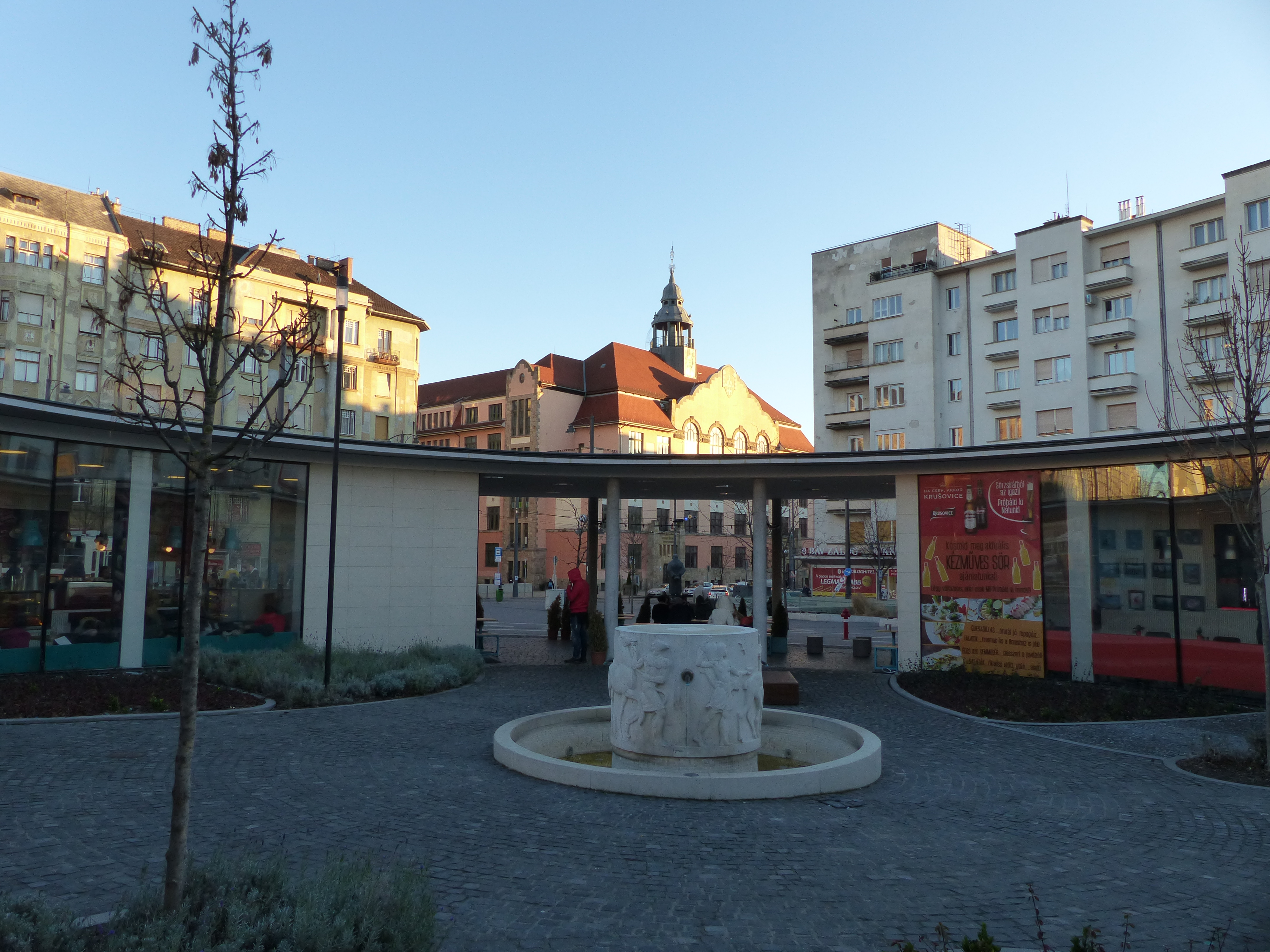
A felújított Gomba belső udvara 2016-ban

## Jelentősebb épületei
- A tér közepén a Gomba áll, amelyet 1942-ben építettek.
- 1. szám: Detoma-bérház, Detoma Alfonz és Fischer József tervei alapján 1906-ban épült.
- 2. szám: szintén Detoma Alfonz és Fischer József tervei alapján épült 1906-ban.
- 18. szám: bérház 1910-ből, Rainer Károly tervezte.
- A teret délről körbefogó és a Vásárhelyi Pál utcától elválasztó Simplon ház 1933-ban épült. (Az üres telken már 1910-ben megnyílt, majd a ház felhúzását követően 1934 és 1998 között üzemelt a Bartók Béla út felüli oldalon a Simplon, majd a Bartók mozi. (1945 után az Újbuda, 1947-1961 között a Szabadság nevet viselte.)[6]